# 尖吻顯齒海鯽
尖吻顯齒海鲫，為輻鰭魚綱鱸形目隆頭魚亞目海鯽科的其中一種，分布於東太平洋區，從美國加州北部Bodega灣至墨西哥加利福尼亞灣中部海域，棲息深度可達229公尺，體長可達29公分，成魚生活在近海海域，屬肉食性，胎生，生活習性不明。